# ヒミツの関係〜先生は同居人〜
『ヒミツの関係〜先生は同居人〜』（ヒミツのかんけい・せんせいはどうきょにん)は、BeeTVにて2010年7月1日より配信されたテレビドラマ。放送時間は各10分。全13回。小泉孝太郎と福田沙紀のW主演作品。
配信完了後、2011年12月31日にBSジャパンにて再編集版が放映された。
avex Movie Giftで2016年6月20日より配信開始。

## あらすじ
キャバクラでアルバイトをしている女子生徒を見つけてしまった熱血教師。その生徒は早くに両親を亡くし、暮らしていた叔母の家で厄介もの扱いされ、生活費を稼いでいた。教師は立場上生徒のバイトを辞めさせたものの、生徒は生活の全てを失おうとしていた。責任を感じた教師は、生徒を自分の家に住まわせることにする。かくして、教師と生徒の、ヒミツを抱えながら一緒の学校に通う、ドキドキ同居生活が始まる…。

## キャスト
小林直樹
演 - 小泉孝太郎
明和台高校教師。千夏の担任。
沢村千夏
演 - 福田沙紀
同居することになった直樹の教え子。
松宮玲子
演 - 佐藤江梨子
直樹の同僚教師。
磯田信吾
演 - 石井正則
直樹の先輩教師。
蔵前亮太
演 - 中尾明慶
千夏の幼馴染。
清瀬美和子
演 - 波瑠
千夏の同級生。いじめのチームリーダー。
竜崎喜助
演 - 田山涼成
明和台高校校長。
林田隆吾
演 - 平泉成
直樹の父親。
安西リカ
演 - 荒井萌
千夏の同級生。いじめにより不登校になる。
越塚士郎
演 - 青山ハル
千夏の同級生。優等生。
越塚健次郎
演 - 吉川拳生
越塚士郎の父親。
井坂芳江
演 - 山下容莉枝
千夏の叔母。
直樹の家に突撃レポートに訪れたアナウンサー
演 - 木内晶子

清瀬美和子の父
演 - 山下規介

- ほか - 佐々木大介、青谷優衣、杉浦亜衣、風間由次郎、辻本優人、石村みか、真下有紀、田窪一世、敦士、冨田佳輔、福田雄也、池田道枝、川上ちなる、白木妃奈子、鈴木亮介、山下鰈、藤崎卓也
- その他生徒 - 相楽樹、浅野かや、森本望美、広瀬玲奈、柴崎佳佑、三田寺理紗、間嶋柳介、吉田伊吹、四條友起子、深澤優、矢口君枝、塗谷拓真、嶋崎風希、井上翔、秋田卓郎、小島里砂、木村暖、武井絵未、福田七聖

## スタッフ
- 脚本 - 荒井修子、山口あさみ
- 演出 - 伊藤寿浩
- 主題歌 - JURIAN BEAT CRISIS「I believe」
- 技術協力 - バスク
- 美術協力 - フジアール
- 殺陣 - 大道寺俊典
- プロデュース - 石田成一(BeeTV)、森川真行(FINE)、渡邉義行(FINE)
- 製作者 - 柳崎芳夫(BeeTV)
- 制作プロダクション - ファインエンターテイメント
- 製作著作 - BeeTV